# Наухан (озеро)
Эта статья об озере и национальном парке. О муниципалитете см. Наухан (Восточный Миндоро).
Наухан (себ. Lake Naujan, илок. Danaw Naujan) — озеро и национальный парк, расположенные на острове Миндоро в провинции Восточный Миндоро (Филиппины).

## Озеро
Озеро Наухан имеет тектоническое происхождение. Оно вытянуто с севера на юг на 14,5 км, с востока на запад на 7,5 км, имеет площадь 81,25 км² (пятое по этому показателю в стране) и максимальную глубину 45 метров. Юридически разделено между четырьмя муниципалитетами: Наухан, Пола, Сокорро и Виктория. С севера и востока озеро Нахуан окружено одноимёнными горами высотой до 425 метров. Озеро питает ряд речушек, но вытекает лишь одна: Бутас (из северной части). В восточной части озера существуют несколько термальных источников и фумарол.

## Национальный парк
Национальный парк Наухан-Лейк был основан 27 марта 1956 года Приказом № 282 и управляется, как и все остальные национальные парки страны, Департаментом окружающей среды и природных ресурсов Филиппин. Он имеет площадь 216,55 км², расположен на территории четырёх муниципалитетов (см. выше). В парке оборудованы места для пикников, есть возможность для плавания на лодке. Парк знаменит большим количеством птиц, особенно водоплавающих, поэтому здесь регулярно проводятся орнитологические учебные экскурсии и ведутся научные исследования; он входит в список «Рамсарских угодий» (см. Рамсарская конвенция). Из наиболее примечательных птиц парка можно отметить уток видов филиппинская кряква, хохлатая чернеть и странствующая свистящая утка.